# Рачанский, Любош
Любош Рачански (чеш. Luboš Račanský, 13 марта 1966, Бенешов, Чехословакия) — чешский стрелок, выступавший в соревнованиях по стрельбе по движущейся мишени. Бронзовый призёр Олимпийских игр 1992 года.

## Карьера
Любош Рачански является рекордсменом по количеству золотых медалей на чемпионатах мира среди чешских (чехословацких) стрелков. Он становился чемпионом мира 13 раз. Главным достижением в карьере Рачански стала бронзовая медаль Олимпийских игр 1992 года в Барселоне. Также он участвовал на Олимпиадах 1988 и 1996 годов. Завершил спортивную карьеру в 2008 году.

## Достижения
Бронзовый призёр Олимпийских игр 1992
 13-кратный чемпион мира (4 личных золота, 9 в команде)
 5-кратный серебряный призёр чемпионатов мира (2 личных серебра, 3 в команде)
 Бронзовый призёр чемпионата мира (в команде)
 2-кратный победитель этапов кубка мира (Зуль 1991, Мюнхен 1991)
 5-кратный серебряный призёр этапов кубка мира (Мюнхен 1991 и 1993, Милан 1992, Гватемала 1994, Атланта 1996)
 4-кратный бронзовый призёр этапов кубка мира (Мюнхен 1993 и 1994, Барселона 1994, Милан 1995)
 15-кратный чемпион Европы (5 личных побед, 10 в команде)
 15-кратный серебряный призёр чемпионатов Европы (5 личных медалей, 10 в команде)
 18-кратный бронзовый призёр чемпионатов Европы (2 личные бронзы, 16 в команде)